# Toby Knight
Toby Thomas Knight (Bronx, 3 maggio 1955) è un ex cestista statunitense, professionista nella NBA.

## Carriera
Venne selezionato dai Cleveland Cavaliers al secondo giro del Draft NBA 1977 (32ª scelta assoluta).